# ديفيد هوغ
ديفيد هوغ (بالإنجليزية: David Hogg)‏ هو محامي وسياسي أمريكي، ولد في 21 أغسطس 1886، وتوفي في 23 أكتوبر 1973 في الولايات المتحدة. حزبياً، نشط في الحزب الجمهوري. انتخب عضو مجلس النواب الأمريكي.